# (15177) 6599 P-L
A (15177) 6599 P-L a Naprendszer kisbolygóövében található aszteroida. Cornelis Johannes van Houten, Ingrid van Houten-Groeneveld és Tom Gehrels fedezte fel 1960. szeptember 24-én.

## Kapcsolódó szócikk
- Kisbolygók listája (15001–15500)